# Tour Colombia 2020
El Tour Colombia 2020, tercera edició del Tour Colombia, fou una cursa ciclista que es disputà a Colòmbia entre l'11 i el 16 de febrer de 2020. La cursa formà part del calendari UCI Amèrica Tour 2020 amb una categoria 2.1.
El vencedor final fou el colombià Sergio Higuita (EF Pro Cycling), que fou acompanyat al podi pels seus companys d'equip Daniel Martínez Poveda i Jonathan Caicedo.

## Equips
En aquesta edició hi van prendre part 27 equips: 6 WorldTeams, 6 ProTeams, 10 equips continentals i 5 equips nacionals :
| WorldTeams (6)- Deceuninck-Quick Step - EF Pro Cycling - Israel Start-Up Nation - Movistar Team - Ineos - UAE Team Emirates ProTeams (6)- Androni Giocattoli-Sidermec - Bardiani CSF Faizanè - Rally Cycling - Uno-X Norwegian Development - Vini Zabù-KTM - Team Novo Nordisk Equips continentals (10)- Colombia Tierra de Atletas-GW Bicicletas - EPM-Scott - Equipo Continental Supergiros - Equipo Continental Orgullo Paisa - Medellín - Efapel - Agrupación Virgen de Fátima-SaddleDrunk - Team Illuminate - Canel's Pro Cycling - Amore & Vita-Prodir Equips nacionals (5)- Brasil - Colòmbia - Equador - Veneçuela - Rússia |
| |

## Etapes
| Etapa    | Data      | Ciutats d'etapa               | type                      | Distància (km) | Vencedor de l'etapa        | Líder de la general     |
| -------- | --------- | ----------------------------- | ------------------------- | -------------- | -------------------------- | ----------------------- |
| 1a etapa | 11 de feb | Tunja – Tunja                 | contrarellotge per equips | 16,7           | EF Pro Cycling             | Jonathan Caicedo Cepeda |
| 2a etapa | 12 de feb | Paipa – Duitama               | etapa plana               | 152,4          | Sebastián Molano Benavides | Jonathan Caicedo Cepeda |
| 3a etapa | 13 de feb | Paipa – Sogamoso              | etapa accidentada         | 177            | Sebastián Molano Benavides | Jonathan Caicedo Cepeda |
| 4a etapa | 14 de feb | Paipa – Santa Rosa de Viterbo | etapa accidentada         | 169            | Sergio Higuita García      | Sergio Higuita García   |
| 5a etapa | 15 de feb | Paipa – Zipaquirá             | etapa de mitja muntanya   | 174,9          | Sebastián Molano Benavides | Sergio Higuita García   |
| 6a etapa | 16 de feb | Zipaquirá – Alto El Verjón    | etapa de muntanya         | 121,8          | Daniel Martínez Poveda     | Sergio Higuita García   |

### Etapa 1
| \| Classificació de l'etapa \| Classificació de l'etapa \| Classificació de l'etapa \| Classificació de l'etapa \| Classificació de l'etapa \| Classificació de l'etapa \| \| Equip \| Equip \| Temps \| Diferència de temps \| Velocitat \| \| \| ------------------------ \| --------------------------- \| ------------------------ \| ------------------------ \| ------------------------ \| ------------------------ \| \| 1r \| EF Pro Cycling \| 18' 01" \| 0" \| 55.615 km/h \| \| \| 2n \| Deceuninck-Quick Step \| 18' 46" \| + 45" \| 53.393 km/h \| \| \| 3r \| Ineos \| 18' 47" \| + 46" \| 53.345 km/h \| \| \| 4t \| Rally Cycling \| 19' 00" \| + 59" \| 52.737 km/h \| \| \| 5è \| UAE Team Emirates \| 19' 01" \| + 1' 00" \| 52.691 km/h \| \| \| 6è \| EPM-Scott \| 19' 01" \| + 1' 00" \| 52.691 km/h \| \| \| 7è \| Movistar Team \| 19' 03" \| + 1' 02" \| 52.598 km/h \| \| \| 8è \| Israel Start-Up Nation \| 19' 22" \| + 1' 21" \| 51.738 km/h \| \| \| 9è \| Medellín \| 19' 23" \| + 1' 22" \| 51.694 km/h \| \| \| 10è \| Uno-X Norwegian Development \| 19' 33" \| + 1' 32" \| 51.253 km/h \| \| |                             |         |                     |             |
| |                             |         |                     |             |
| Font: ProCyclingStats |                             |         |                     |             |
| Classificació de l'etapa |                             |         |                     |             |
| Equip | Equip                       | Temps   | Diferència de temps | Velocitat   |
| 1r | EF Pro Cycling              | 18' 01" | 0"                  | 55.615 km/h |
| 2n | Deceuninck-Quick Step       | 18' 46" | + 45"               | 53.393 km/h |
| 3r | Ineos                       | 18' 47" | + 46"               | 53.345 km/h |
| 4t | Rally Cycling               | 19' 00" | + 59"               | 52.737 km/h |
| 5è | UAE Team Emirates           | 19' 01" | + 1' 00"            | 52.691 km/h |
| 6è | EPM-Scott                   | 19' 01" | + 1' 00"            | 52.691 km/h |
| 7è | Movistar Team               | 19' 03" | + 1' 02"            | 52.598 km/h |
| 8è | Israel Start-Up Nation      | 19' 22" | + 1' 21"            | 51.738 km/h |
| 9è | Medellín                    | 19' 23" | + 1' 22"            | 51.694 km/h |
| 10è | Uno-X Norwegian Development | 19' 33" | + 1' 32"            | 51.253 km/h |

| \| Classificació general \| Classificació general \| Classificació general \| Classificació general \| Classificació general \| \| Corredor \| Corredor \| Equip \| Temps \| \| \| --------------------- \| ----------------------- \| --------------------- \| --------------------- \| --------------------- \| \| 1r \| Jonathan Caicedo Cepeda \| EF Pro Cycling \| 18' 01" \| \| \| 2n \| Sergio Higuita García \| EF Pro Cycling \| + 0" \| \| \| 3r \| Daniel Martínez Poveda \| EF Pro Cycling \| + 0" \| \| \| 4t \| Tejay van Garderen \| EF Pro Cycling \| + 0" \| \| \| 5è \| Lawson Craddock \| EF Pro Cycling \| + 9" \| \| \| 6è \| Julian Alaphilippe \| Deceuninck-Quick Step \| + 45" \| \| \| 7è \| Bob Jungels \| Deceuninck-Quick Step \| + 45" \| \| \| 8è \| Jannik Steimle \| Deceuninck-Quick Step \| + 45" \| \| \| 9è \| Bert Van Lerberghe \| Deceuninck-Quick Step \| + 45" \| \| \| 10è \| Egan Bernal Gómez \| Team Ineos \| + 46" \| \| |                         |                       |         |
| |                         |                       |         |
| Font: ProCyclingStats |                         |                       |         |
| Classificació general |                         |                       |         |
| Corredor | Corredor                | Equip                 | Temps   |
| 1r | Jonathan Caicedo Cepeda | EF Pro Cycling        | 18' 01" |
| 2n | Sergio Higuita García   | EF Pro Cycling        | + 0"    |
| 3r | Daniel Martínez Poveda  | EF Pro Cycling        | + 0"    |
| 4t | Tejay van Garderen      | EF Pro Cycling        | + 0"    |
| 5è | Lawson Craddock         | EF Pro Cycling        | + 9"    |
| 6è | Julian Alaphilippe      | Deceuninck-Quick Step | + 45"   |
| 7è | Bob Jungels             | Deceuninck-Quick Step | + 45"   |
| 8è | Jannik Steimle          | Deceuninck-Quick Step | + 45"   |
| 9è | Bert Van Lerberghe      | Deceuninck-Quick Step | + 45"   |
| 10è | Egan Bernal Gómez       | Team Ineos            | + 46"   |

### Etapa 2
| \| Classificació de l'etapa \| Classificació de l'etapa \| Classificació de l'etapa \| Classificació de l'etapa \| Classificació de l'etapa \| \| Corredor \| Corredor \| Equip \| Temps \| \| \| ------------------------ \| -------------------------- \| ----------------------------- \| ------------------------ \| ------------------------ \| \| 1r \| Sebastián Molano Benavides \| UAE Team Emirates \| 3h 12' 09" \| \| \| 2n \| Álvaro Hodeg Chagui \| Deceuninck-Quick Step \| + 0" \| \| \| 3r \| Itamar Einhorn \| Israel Start-Up Nation \| + 0" \| \| \| 4t \| Jhonatan Restrepo Valencia \| Androni Giocattoli-Sidermec \| + 0" \| \| \| 5è \| Edwin Ávila Vanegas \| Israel Start-Up Nation \| + 0" \| \| \| 6è \| Bryan Gómez \| Equipo Continental Supergiros \| + 0" \| \| \| 7è \| Colin Joyce \| Rally Cycling \| + 0" \| \| \| 8è \| Marco Benfatto \| Bardiani CSF Faizanè \| + 0" \| \| \| 9è \| Julián Molano \| \| + 0" \| \| \| 10è \| Félix Barón \| Team Illuminate \| + 0" \| \| |                            |                               |            |
| |                            |                               |            |
| Font: ProCyclingStats |                            |                               |            |
| Classificació de l'etapa |                            |                               |            |
| Corredor | Corredor                   | Equip                         | Temps      |
| 1r | Sebastián Molano Benavides | UAE Team Emirates             | 3h 12' 09" |
| 2n | Álvaro Hodeg Chagui        | Deceuninck-Quick Step         | + 0"       |
| 3r | Itamar Einhorn             | Israel Start-Up Nation        | + 0"       |
| 4t | Jhonatan Restrepo Valencia | Androni Giocattoli-Sidermec   | + 0"       |
| 5è | Edwin Ávila Vanegas        | Israel Start-Up Nation        | + 0"       |
| 6è | Bryan Gómez                | Equipo Continental Supergiros | + 0"       |
| 7è | Colin Joyce                | Rally Cycling                 | + 0"       |
| 8è | Marco Benfatto             | Bardiani CSF Faizanè          | + 0"       |
| 9è | Julián Molano              |                               | + 0"       |
| 10è | Félix Barón                | Team Illuminate               | + 0"       |

| \| Classificació general \| Classificació general \| Classificació general \| Classificació general \| Classificació general \| \| Corredor \| Corredor \| Equip \| Temps \| \| \| --------------------- \| -------------------------- \| --------------------- \| --------------------- \| --------------------- \| \| 1r \| Jonathan Caicedo Cepeda \| EF Pro Cycling \| 3h 30' 10" \| \| \| 2n \| Sergio Higuita García \| EF Pro Cycling \| + 0" \| \| \| 3r \| Daniel Martínez Poveda \| EF Pro Cycling \| + 0" \| \| \| 4t \| Tejay van Garderen \| EF Pro Cycling \| + 0" \| \| \| 5è \| Lawson Craddock \| EF Pro Cycling \| + 9" \| \| \| 6è \| Bert Van Lerberghe \| Deceuninck-Quick Step \| + 45" \| \| \| 7è \| Jannik Steimle \| Deceuninck-Quick Step \| + 45" \| \| \| 8è \| Egan Bernal Gómez \| Team Ineos \| + 46" \| \| \| 9è \| Richard Carapaz Montenegro \| Team Ineos \| + 46" \| \| \| 10è \| Jhonatan Narváez Prado \| Team Ineos \| + 46" \| \| |                            |                       |            |
| |                            |                       |            |
| Font: ProCyclingStats |                            |                       |            |
| Classificació general |                            |                       |            |
| Corredor | Corredor                   | Equip                 | Temps      |
| 1r | Jonathan Caicedo Cepeda    | EF Pro Cycling        | 3h 30' 10" |
| 2n | Sergio Higuita García      | EF Pro Cycling        | + 0"       |
| 3r | Daniel Martínez Poveda     | EF Pro Cycling        | + 0"       |
| 4t | Tejay van Garderen         | EF Pro Cycling        | + 0"       |
| 5è | Lawson Craddock            | EF Pro Cycling        | + 9"       |
| 6è | Bert Van Lerberghe         | Deceuninck-Quick Step | + 45"      |
| 7è | Jannik Steimle             | Deceuninck-Quick Step | + 45"      |
| 8è | Egan Bernal Gómez          | Team Ineos            | + 46"      |
| 9è | Richard Carapaz Montenegro | Team Ineos            | + 46"      |
| 10è | Jhonatan Narváez Prado     | Team Ineos            | + 46"      |

### Etapa 3
| \| Classificació de l'etapa \| Classificació de l'etapa \| Classificació de l'etapa \| Classificació de l'etapa \| Classificació de l'etapa \| \| Corredor \| Corredor \| Equip \| Temps \| \| \| ------------------------ \| -------------------------- \| --------------------------- \| ------------------------ \| ------------------------ \| \| 1r \| Sebastián Molano Benavides \| UAE Team Emirates \| 3h 57' 00" \| \| \| 2n \| Edwin Ávila Vanegas \| Israel Start-Up Nation \| + 0" \| \| \| 3r \| Álvaro Hodeg Chagui \| Deceuninck-Quick Step \| + 0" \| \| \| 4t \| Julián Molano \| \| + 0" \| \| \| 5è \| Jhonatan Restrepo Valencia \| Androni Giocattoli-Sidermec \| + 0" \| \| \| 6è \| Umberto Marengo \| Vini Zabù-KTM \| + 0" \| \| \| 7è \| Bert Van Lerberghe \| Deceuninck-Quick Step \| + 0" \| \| \| 8è \| Travis McCabe \| Israel Start-Up Nation \| + 0" \| \| \| 9è \| Richard Carapaz Montenegro \| Team Ineos \| + 0" \| \| \| 10è \| Idar Andersen \| Uno-X Norwegian Development \| + 0" \| \| |                            |                             |            |
| |                            |                             |            |
| Font: ProCyclingStats |                            |                             |            |
| Classificació de l'etapa |                            |                             |            |
| Corredor | Corredor                   | Equip                       | Temps      |
| 1r | Sebastián Molano Benavides | UAE Team Emirates           | 3h 57' 00" |
| 2n | Edwin Ávila Vanegas        | Israel Start-Up Nation      | + 0"       |
| 3r | Álvaro Hodeg Chagui        | Deceuninck-Quick Step       | + 0"       |
| 4t | Julián Molano              |                             | + 0"       |
| 5è | Jhonatan Restrepo Valencia | Androni Giocattoli-Sidermec | + 0"       |
| 6è | Umberto Marengo            | Vini Zabù-KTM               | + 0"       |
| 7è | Bert Van Lerberghe         | Deceuninck-Quick Step       | + 0"       |
| 8è | Travis McCabe              | Israel Start-Up Nation      | + 0"       |
| 9è | Richard Carapaz Montenegro | Team Ineos                  | + 0"       |
| 10è | Idar Andersen              | Uno-X Norwegian Development | + 0"       |

| \| Classificació general \| Classificació general \| Classificació general \| Classificació general \| Classificació general \| \| Corredor \| Corredor \| Equip \| Temps \| \| \| --------------------- \| -------------------------- \| --------------------- \| --------------------- \| --------------------- \| \| 1r \| Jonathan Caicedo Cepeda \| EF Pro Cycling \| 7h 27' 10" \| \| \| 2n \| Sergio Higuita García \| EF Pro Cycling \| + 0" \| \| \| 3r \| Daniel Martínez Poveda \| EF Pro Cycling \| + 0" \| \| \| 4t \| Tejay van Garderen \| EF Pro Cycling \| + 0" \| \| \| 5è \| Sebastián Molano Benavides \| UAE Team Emirates \| + 40" \| \| \| 6è \| Bert Van Lerberghe \| Deceuninck-Quick Step \| + 45" \| \| \| 7è \| Jannik Steimle \| Deceuninck-Quick Step \| + 45" \| \| \| 8è \| Richard Carapaz Montenegro \| Team Ineos \| + 46" \| \| \| 9è \| Egan Bernal Gómez \| Team Ineos \| + 46" \| \| \| 10è \| Jhonatan Narváez Prado \| Team Ineos \| + 46" \| \| |                            |                       |            |
| |                            |                       |            |
| Font: ProCyclingStats |                            |                       |            |
| Classificació general |                            |                       |            |
| Corredor | Corredor                   | Equip                 | Temps      |
| 1r | Jonathan Caicedo Cepeda    | EF Pro Cycling        | 7h 27' 10" |
| 2n | Sergio Higuita García      | EF Pro Cycling        | + 0"       |
| 3r | Daniel Martínez Poveda     | EF Pro Cycling        | + 0"       |
| 4t | Tejay van Garderen         | EF Pro Cycling        | + 0"       |
| 5è | Sebastián Molano Benavides | UAE Team Emirates     | + 40"      |
| 6è | Bert Van Lerberghe         | Deceuninck-Quick Step | + 45"      |
| 7è | Jannik Steimle             | Deceuninck-Quick Step | + 45"      |
| 8è | Richard Carapaz Montenegro | Team Ineos            | + 46"      |
| 9è | Egan Bernal Gómez          | Team Ineos            | + 46"      |
| 10è | Jhonatan Narváez Prado     | Team Ineos            | + 46"      |

### Etapa 4
| \| Classificació de l'etapa \| Classificació de l'etapa \| Classificació de l'etapa \| Classificació de l'etapa \| Classificació de l'etapa \| \| Corredor \| Corredor \| Equip \| Temps \| \| \| ------------------------ \| -------------------------- \| --------------------------- \| ------------------------ \| ------------------------ \| \| 1r \| Sergio Higuita García \| EF Pro Cycling \| 3h 58' 47" \| \| \| 2n \| Egan Bernal Gómez \| Team Ineos \| + 0" \| \| \| 3r \| Julian Alaphilippe \| Deceuninck-Quick Step \| + 1" \| \| \| 4t \| Daniel Martínez Poveda \| EF Pro Cycling \| + 2" \| \| \| 5è \| Torstein Træen \| Uno-X Norwegian Development \| + 2" \| \| \| 6è \| Richard Carapaz Montenegro \| Team Ineos \| + 2" \| \| \| 7è \| Miguel Flórez López \| Androni Giocattoli-Sidermec \| + 2" \| \| \| 8è \| Jonathan Caicedo Cepeda \| EF Pro Cycling \| + 4" \| \| \| 9è \| Esteban Chaves Rubio \| Colòmbia \| + 4" \| \| \| 10è \| Freddy Montaña Cadena \| EPM-Scott \| + 4" \| \| |                            |                             |            |
| |                            |                             |            |
| Font: ProCyclingStats |                            |                             |            |
| Classificació de l'etapa |                            |                             |            |
| Corredor | Corredor                   | Equip                       | Temps      |
| 1r | Sergio Higuita García      | EF Pro Cycling              | 3h 58' 47" |
| 2n | Egan Bernal Gómez          | Team Ineos                  | + 0"       |
| 3r | Julian Alaphilippe         | Deceuninck-Quick Step       | + 1"       |
| 4t | Daniel Martínez Poveda     | EF Pro Cycling              | + 2"       |
| 5è | Torstein Træen             | Uno-X Norwegian Development | + 2"       |
| 6è | Richard Carapaz Montenegro | Team Ineos                  | + 2"       |
| 7è | Miguel Flórez López        | Androni Giocattoli-Sidermec | + 2"       |
| 8è | Jonathan Caicedo Cepeda    | EF Pro Cycling              | + 4"       |
| 9è | Esteban Chaves Rubio       | Colòmbia                    | + 4"       |
| 10è | Freddy Montaña Cadena      | EPM-Scott                   | + 4"       |

| \| Classificació general \| Classificació general \| Classificació general \| Classificació general \| Classificació general \| \| Corredor \| Corredor \| Equip \| Temps \| \| \| --------------------- \| -------------------------- \| --------------------- \| --------------------- \| --------------------- \| \| 1r \| Sergio Higuita García \| EF Pro Cycling \| 11h 25' 47" \| \| \| 2n \| Daniel Martínez Poveda \| EF Pro Cycling \| + 12" \| \| \| 3r \| Jonathan Caicedo Cepeda \| EF Pro Cycling \| + 14" \| \| \| 4t \| Egan Bernal Gómez \| Team Ineos \| + 50" \| \| \| 5è \| Richard Carapaz Montenegro \| Team Ineos \| + 58" \| \| \| 6è \| Freddy Montaña Cadena \| EPM-Scott \| + 1' 14" \| \| \| 7è \| Aldemar Reyes Ortega \| EPM-Scott \| + 1' 28" \| \| \| 8è \| Gavin Mannion \| Rally Cycling \| + 1' 30" \| \| \| 9è \| Sergio Henao Montoya \| UAE Team Emirates \| + 1' 31" \| \| \| 10è \| Diego Ochoa Camargo \| EPM-Scott \| + 1' 31" \| \| |                            |                   |             |
| |                            |                   |             |
| Font: ProCyclingStats |                            |                   |             |
| Classificació general |                            |                   |             |
| Corredor | Corredor                   | Equip             | Temps       |
| 1r | Sergio Higuita García      | EF Pro Cycling    | 11h 25' 47" |
| 2n | Daniel Martínez Poveda     | EF Pro Cycling    | + 12"       |
| 3r | Jonathan Caicedo Cepeda    | EF Pro Cycling    | + 14"       |
| 4t | Egan Bernal Gómez          | Team Ineos        | + 50"       |
| 5è | Richard Carapaz Montenegro | Team Ineos        | + 58"       |
| 6è | Freddy Montaña Cadena      | EPM-Scott         | + 1' 14"    |
| 7è | Aldemar Reyes Ortega       | EPM-Scott         | + 1' 28"    |
| 8è | Gavin Mannion              | Rally Cycling     | + 1' 30"    |
| 9è | Sergio Henao Montoya       | UAE Team Emirates | + 1' 31"    |
| 10è | Diego Ochoa Camargo        | EPM-Scott         | + 1' 31"    |

### Etapa 5
| \| Classificació de l'etapa \| Classificació de l'etapa \| Classificació de l'etapa \| Classificació de l'etapa \| Classificació de l'etapa \| \| Corredor \| Corredor \| Equip \| Temps \| \| \| ------------------------ \| -------------------------- \| --------------------------- \| ------------------------ \| ------------------------ \| \| 1r \| Sebastián Molano Benavides \| UAE Team Emirates \| 4h 06' 00" \| \| \| 2n \| Álvaro Hodeg Chagui \| Deceuninck-Quick Step \| + 0" \| \| \| 3r \| Jhonatan Restrepo Valencia \| Androni Giocattoli-Sidermec \| + 0" \| \| \| 4t \| Travis McCabe \| Israel Start-Up Nation \| + 0" \| \| \| 5è \| Colin Joyce \| Rally Cycling \| + 0" \| \| \| 6è \| Juan Francisco Rosales \| Canel's Pro Cycling \| + 0" \| \| \| 7è \| Richard Carapaz Montenegro \| Team Ineos \| + 0" \| \| \| 8è \| Edwin Ávila Vanegas \| Israel Start-Up Nation \| + 0" \| \| \| 9è \| Lars Saugstad \| Uno-X Norwegian Development \| + 0" \| \| \| 10è \| Diego Ochoa Camargo \| EPM-Scott \| + 0" \| \| |                            |                             |            |
| |                            |                             |            |
| Font: ProCyclingStats |                            |                             |            |
| Classificació de l'etapa |                            |                             |            |
| Corredor | Corredor                   | Equip                       | Temps      |
| 1r | Sebastián Molano Benavides | UAE Team Emirates           | 4h 06' 00" |
| 2n | Álvaro Hodeg Chagui        | Deceuninck-Quick Step       | + 0"       |
| 3r | Jhonatan Restrepo Valencia | Androni Giocattoli-Sidermec | + 0"       |
| 4t | Travis McCabe              | Israel Start-Up Nation      | + 0"       |
| 5è | Colin Joyce                | Rally Cycling               | + 0"       |
| 6è | Juan Francisco Rosales     | Canel's Pro Cycling         | + 0"       |
| 7è | Richard Carapaz Montenegro | Team Ineos                  | + 0"       |
| 8è | Edwin Ávila Vanegas        | Israel Start-Up Nation      | + 0"       |
| 9è | Lars Saugstad              | Uno-X Norwegian Development | + 0"       |
| 10è | Diego Ochoa Camargo        | EPM-Scott                   | + 0"       |

| \| Classificació general \| Classificació general \| Classificació general \| Classificació general \| Classificació general \| \| Corredor \| Corredor \| Equip \| Temps \| \| \| --------------------- \| -------------------------- \| --------------------- \| --------------------- \| --------------------- \| \| 1r \| Sergio Higuita García \| EF Pro Cycling \| 15h 31' 47" \| \| \| 2n \| Daniel Martínez Poveda \| EF Pro Cycling \| + 12" \| \| \| 3r \| Jonathan Caicedo Cepeda \| EF Pro Cycling \| + 14" \| \| \| 4t \| Egan Bernal Gómez \| Team Ineos \| + 50" \| \| \| 5è \| Richard Carapaz Montenegro \| Team Ineos \| + 58" \| \| \| 6è \| Freddy Montaña Cadena \| EPM-Scott \| + 1' 14" \| \| \| 7è \| Aldemar Reyes Ortega \| EPM-Scott \| + 1' 28" \| \| \| 8è \| Gavin Mannion \| Rally Cycling \| + 1' 30" \| \| \| 9è \| Sergio Henao Montoya \| UAE Team Emirates \| + 1' 31" \| \| \| 10è \| Diego Ochoa Camargo \| EPM-Scott \| + 1' 31" \| \| |                            |                   |             |
| |                            |                   |             |
| Font: ProCyclingStats |                            |                   |             |
| Classificació general |                            |                   |             |
| Corredor | Corredor                   | Equip             | Temps       |
| 1r | Sergio Higuita García      | EF Pro Cycling    | 15h 31' 47" |
| 2n | Daniel Martínez Poveda     | EF Pro Cycling    | + 12"       |
| 3r | Jonathan Caicedo Cepeda    | EF Pro Cycling    | + 14"       |
| 4t | Egan Bernal Gómez          | Team Ineos        | + 50"       |
| 5è | Richard Carapaz Montenegro | Team Ineos        | + 58"       |
| 6è | Freddy Montaña Cadena      | EPM-Scott         | + 1' 14"    |
| 7è | Aldemar Reyes Ortega       | EPM-Scott         | + 1' 28"    |
| 8è | Gavin Mannion              | Rally Cycling     | + 1' 30"    |
| 9è | Sergio Henao Montoya       | UAE Team Emirates | + 1' 31"    |
| 10è | Diego Ochoa Camargo        | EPM-Scott         | + 1' 31"    |

### Etapa 6
| \| Classificació de l'etapa \| Classificació de l'etapa \| Classificació de l'etapa \| Classificació de l'etapa \| Classificació de l'etapa \| \| Corredor \| Corredor \| Equip \| Temps \| \| \| ------------------------ \| ------------------------ \| ---------------------------------------- \| ------------------------ \| ------------------------ \| \| 1r \| Daniel Martínez Poveda \| EF Pro Cycling \| 4h 24' 09" \| \| \| 2n \| Sergio Higuita García \| EF Pro Cycling \| + 1" \| \| \| 3r \| Egan Bernal Gómez \| Team Ineos \| + 3" \| \| \| 4t \| Miguel Flórez López \| Androni Giocattoli-Sidermec \| + 9" \| \| \| 5è \| Jonathan Caicedo Cepeda \| EF Pro Cycling \| + 14" \| \| \| 6è \| Robinson Chalapud Gómez \| Medellín \| + 52" \| \| \| 7è \| Hernán Aguirre Calpa \| Colombia Tierra de Atletas-GW Bicicletas \| + 1' 08" \| \| \| 8è \| Diego Camargo Pineda \| Colombia Tierra de Atletas-GW Bicicletas \| + 1' 16" \| \| \| 9è \| Freddy Montaña Cadena \| EPM-Scott \| + 1' 16" \| \| \| 10è \| Esteban Chaves Rubio \| Colòmbia \| + 1' 16" \| \| |                         |                                          |            |
| |                         |                                          |            |
| Font: ProCyclingStats |                         |                                          |            |
| Classificació de l'etapa |                         |                                          |            |
| Corredor | Corredor                | Equip                                    | Temps      |
| 1r | Daniel Martínez Poveda  | EF Pro Cycling                           | 4h 24' 09" |
| 2n | Sergio Higuita García   | EF Pro Cycling                           | + 1"       |
| 3r | Egan Bernal Gómez       | Team Ineos                               | + 3"       |
| 4t | Miguel Flórez López     | Androni Giocattoli-Sidermec              | + 9"       |
| 5è | Jonathan Caicedo Cepeda | EF Pro Cycling                           | + 14"      |
| 6è | Robinson Chalapud Gómez | Medellín                                 | + 52"      |
| 7è | Hernán Aguirre Calpa    | Colombia Tierra de Atletas-GW Bicicletas | + 1' 08"   |
| 8è | Diego Camargo Pineda    | Colombia Tierra de Atletas-GW Bicicletas | + 1' 16"   |
| 9è | Freddy Montaña Cadena   | EPM-Scott                                | + 1' 16"   |
| 10è | Esteban Chaves Rubio    | Colòmbia                                 | + 1' 16"   |

## Classificació final
| \| Classificació general \| Classificació general \| Classificació general \| Classificació general \| Classificació general \| \| Corredor \| Corredor \| Equip \| Temps \| \| \| --------------------- \| ----------------------- \| ---------------------------------------- \| --------------------- \| --------------------- \| \| 1r \| Sergio Higuita García \| EF Pro Cycling \| 19h 55' 01" \| \| \| 2n \| Daniel Martínez Poveda \| EF Pro Cycling \| + 7" \| \| \| 3r \| Jonathan Caicedo Cepeda \| EF Pro Cycling \| + 33" \| \| \| 4t \| Egan Bernal Gómez \| Team Ineos \| + 54" \| \| \| 5è \| Miguel Flórez López \| Androni Giocattoli-Sidermec \| + 2' 00" \| \| \| 6è \| Freddy Montaña Cadena \| EPM-Scott \| + 2' 35" \| \| \| 7è \| Esteban Chaves Rubio \| Colòmbia \| + 3' 08" \| \| \| 8è \| Hernán Aguirre Calpa \| Colombia Tierra de Atletas-GW Bicicletas \| + 3' 14" \| \| \| 9è \| Torstein Træen \| Uno-X Norwegian Development \| + 3' 18" \| \| \| 10è \| Sergio Henao Montoya \| UAE Team Emirates \| + 3' 21" \| \| |                         |                                          |             |
| |                         |                                          |             |
| Font: ProCyclingStats |                         |                                          |             |
| Classificació general |                         |                                          |             |
| Corredor | Corredor                | Equip                                    | Temps       |
| 1r | Sergio Higuita García   | EF Pro Cycling                           | 19h 55' 01" |
| 2n | Daniel Martínez Poveda  | EF Pro Cycling                           | + 7"        |
| 3r | Jonathan Caicedo Cepeda | EF Pro Cycling                           | + 33"       |
| 4t | Egan Bernal Gómez       | Team Ineos                               | + 54"       |
| 5è | Miguel Flórez López     | Androni Giocattoli-Sidermec              | + 2' 00"    |
| 6è | Freddy Montaña Cadena   | EPM-Scott                                | + 2' 35"    |
| 7è | Esteban Chaves Rubio    | Colòmbia                                 | + 3' 08"    |
| 8è | Hernán Aguirre Calpa    | Colombia Tierra de Atletas-GW Bicicletas | + 3' 14"    |
| 9è | Torstein Træen          | Uno-X Norwegian Development              | + 3' 18"    |
| 10è | Sergio Henao Montoya    | UAE Team Emirates                        | + 3' 21"    |

## Evolució de les classificacions
| Etapes                 | Vencedor               | Classificació general | Classificació de la muntanya | Classificació per punts | Classificació dels joves | Classificació de la combativitat | Classificació per equips |
| ---------------------- | ---------------------- | --------------------- | ---------------------------- | ----------------------- | ------------------------ | -------------------------------- | ------------------------ |
| 1                      | EF                     | Jonathan Caicedo      | Daniel Felipe Martínez       | Jonathan Caicedo        | Sergio Higuita           | Julian Alaphilippe               | EF                       |
| 2                      | Juan Sebastián Molano  | Jonathan Caicedo      | Aldemar Reyes                | Juan Sebastián Molano   | Sergio Higuita           | Matthieu Jeannès                 | EF                       |
| 3                      | Juan Sebastián Molano  | Jonathan Caicedo      | Simon Pellaud                | Juan Sebastián Molano   | Sergio Higuita           | Sebastián Henao                  | EF                       |
| 4                      | Sergio Higuita         | Sergio Higuita        | Simon Pellaud                | Juan Sebastián Molano   | Sergio Higuita           | Lauro Mouro                      | EF                       |
| 5                      | Juan Sebastián Molano  | Sergio Higuita        | Fabio Duarte                 | Juan Sebastián Molano   | Sergio Higuita           | Simon Pellaud                    | EF                       |
| 6                      | Daniel Martínez Poveda | Sergio Higuita        | Fabio Duarte                 | Juan Sebastián Molano   | Sergio Higuita           | Félix Barón                      | EF                       |
| Classificacions finals | Classificacions finals | Sergio Higuita        | Fabio Duarte                 | Juan Sebastián Molano   | Sergio Higuita           |                                  | EF                       |

## Llista de participants
| Team Ineos INS | Team Ineos INS                   | Team Ineos INS |
| -------------- | -------------------------------- | -------------- |
| Núm            | Ciclista                         | Pos            |
| 1              | Egan Bernal Gómez (COL)          | 4t             |
| 2              | Richard Carapaz Montenegro (ECU) | 30è            |
| 3              | Sebastián Henao Gómez (COL)      | NP-6           |
| 4              | Jhonatan Narváez Prado (ECU)     | 59è            |
| 5              | Brandon Rivera (COL)             | 44è            |
| 6              | Leonardo Basso (ITA)             | DNF-3          |

| UAE Team Emirates UAD | UAE Team Emirates UAD                 | UAE Team Emirates UAD |
| --------------------- | ------------------------------------- | --------------------- |
| Núm                   | Ciclista                              | Pos                   |
| 11                    | Andrés Camilo Ardila (COL)            | 17è                   |
| 12                    | Fabio Aru (ITA)                       | 12è                   |
| 13                    | Sergio Henao Montoya (COL)            | 10è                   |
| 14                    | Sebastián Molano Benavides (COL)      | 87è                   |
| 15                    | Cristian Camilo Muñoz (COL)           | 18è                   |
| 16                    | Maximiliano Richeze Araquistain (ARG) | NP-6                  |

| Deceuninck-Quick Step DQT | Deceuninck-Quick Step DQT   | Deceuninck-Quick Step DQT |
| ------------------------- | --------------------------- | ------------------------- |
| Núm                       | Ciclista                    | Pos                       |
| 21                        | Julian Alaphilippe (FRA)    | 72è                       |
| 22                        | Álvaro Hodeg Chagui (COL)   | 114è                      |
| 23                        | Mikkel Frølich Honoré (DEN) | 113è                      |
| 24                        | Bob Jungels (LUX)           | 66è                       |
| 25                        | Jannik Steimle (GER)        | 111è                      |
| 26                        | Bert Van Lerberghe (BEL)    | 109è                      |

| Movistar Team MOV | Movistar Team MOV               | Movistar Team MOV |
| ----------------- | ------------------------------- | ----------------- |
| Núm               | Ciclista                        | Pos               |
| 31                | Juan Diego Alba (COL)           | 24è               |
| 32                | Carlos Betancur Gómez (COL)     | 92è               |
| 33                | Matteo Jorgenson (USA)          | 95è               |
| 34                | Einer Rubio (COL)               | 77è               |
| 35                | Eduardo Sepúlveda (ARG)         | 64è               |
| 36                | Carlos Verona Quintanilla (ESP) | 84è               |

| EF Pro Cycling EF1 | EF Pro Cycling EF1            | EF Pro Cycling EF1 |
| ------------------ | ----------------------------- | ------------------ |
| Núm                | Ciclista                      | Pos                |
| 41                 | Rigoberto Urán (COL)          | 58è                |
| 42                 | Lawson Craddock (USA)         | 120è               |
| 43                 | Sergio Higuita García (COL)   | 1r                 |
| 44                 | Daniel Martínez Poveda (COL)  | 2n                 |
| 45                 | Jonathan Caicedo Cepeda (ECU) | 3r                 |
| 46                 | Tejay van Garderen (USA)      | 106è               |

| Israel Start-Up Nation ISN | Israel Start-Up Nation ISN | Israel Start-Up Nation ISN |
| -------------------------- | -------------------------- | -------------------------- |
| Núm                        | Ciclista                   | Pos                        |
| 51                         | Edwin Ávila Vanegas (COL)  | 29è                        |
| 52                         | Matteo Badilatti (SUI)     | 13è                        |
| 53                         | Itamar Einhorn (ISR)       | DNF-5                      |
| 54                         | Travis McCabe (USA)        | 99è                        |
| 55                         | Patrick Schelling (SUI)    | 40è                        |
| 56                         | Daniel Turek (CZE)         | 79è                        |

| Androni Giocattoli-Sidermec ANS | Androni Giocattoli-Sidermec ANS  | Androni Giocattoli-Sidermec ANS |
| ------------------------------- | -------------------------------- | ------------------------------- |
| Núm                             | Ciclista                         | Pos                             |
| 61                              | Miguel Flórez López (COL)        | 5è                              |
| 62                              | Daniel Muñoz (COL)               | 43è                             |
| 63                              | Simon Pellaud (SUI)              | 80è                             |
| 64                              | Jhonatan Restrepo Valencia (COL) | 67è                             |
| 65                              | Josip Rumac (CRO)                | FC-6                            |
| 66                              | Matteo Spreafico (ITA)           | 86è                             |

| Vini Zabù-KTM THR | Vini Zabù-KTM THR       | Vini Zabù-KTM THR |
| ----------------- | ----------------------- | ----------------- |
| Núm               | Ciclista                | Pos               |
| 71                | Etienne van Empel (NED) | 115è              |
| 72                | James Mitri (NZL)       | 131è              |
| 73                | Roberto González (PAN)  | 108è              |
| 74                | Matteo De Bonis (ITA)   | 127è              |
| 75                | Veljko Stojnić (SRB)    | 116è              |
| 76                | Umberto Marengo (ITA)   | 105è              |

| Team Novo Nordisk TNN | Team Novo Nordisk TNN   | Team Novo Nordisk TNN |
| --------------------- | ----------------------- | --------------------- |
| Núm                   | Ciclista                | Pos                   |
| 81                    | Oliver Behringer (SUI)  | 129è                  |
| 82                    | Sam Brand (GBR)         | 119è                  |
| 83                    | Joonas Henttala (FIN)   | 122è                  |
| 84                    | David Lozano Riba (ESP) | 123è                  |
| 85                    | Andrea Peron (ITA)      | NP-1                  |
| 86                    | Ulugbek Saidov (UZB)    | FC-3                  |

| Uno-X Norwegian Development UXT | Uno-X Norwegian Development UXT | Uno-X Norwegian Development UXT |
| ------------------------------- | ------------------------------- | ------------------------------- |
| Núm                             | Ciclista                        | Pos                             |
| 91                              | Torstein Træen (NOR)            | 9è                              |
| 92                              | Jonas Abrahamsen (NOR)          | 121è                            |
| 93                              | Lars Saugstad (NOR)             | 88è                             |
| 94                              | Martin Bugge Urianstad (NOR)    | DNF-3                           |
| 95                              | Idar Andersen (NOR)             | 41è                             |
| 96                              | Jonas Iversby Hvideberg (NOR)   | 91è                             |

| Rally Cycling RLY | Rally Cycling RLY     | Rally Cycling RLY |
| ----------------- | --------------------- | ----------------- |
| Núm               | Ciclista              | Pos               |
| 101               | Rob Britton (CAN)     | NP-3              |
| 102               | Nathan Brown (USA)    | 74è               |
| 103               | Robin Carpenter (USA) | 102è              |
| 104               | Colin Joyce (USA)     | 96è               |
| 105               | Gavin Mannion (USA)   | 19è               |
| 106               | Kyle Murphy (USA)     | 35è               |

| Agrupación Virgen de Fátima-SaddleDrunk AVF | Agrupación Virgen de Fátima-SaddleDrunk AVF | Agrupación Virgen de Fátima-SaddleDrunk AVF |
| ------------------------------------------- | ------------------------------------------- | ------------------------------------------- |
| Núm                                         | Ciclista                                    | Pos                                         |
| 111                                         | Santiago Sánchez (ARG)                      | DNF-3                                       |
| 112                                         | Nicolás Naranjo (ARG)                       | DNF-3                                       |
| 113                                         | Leandro Velardez (ARG)                      | DNF-3                                       |
| 114                                         | Daniel Juárez (ARG)                         | FC-6                                        |
| 115                                         | Gabriel Juárez (ARG)                        | DNF-3                                       |
| 116                                         | Carlos Alberto Soto (ARG)                   | DNF-3                                       |

| Canel's Pro Cycling CAS | Canel's Pro Cycling CAS      | Canel's Pro Cycling CAS |
| ----------------------- | ---------------------------- | ----------------------- |
| Núm                     | Ciclista                     | Pos                     |
| 121                     | Efrén Santos (MEX)           | 46è                     |
| 122                     | Santiago Ordóñez (COL)       | 52è                     |
| 123                     | Eduardo Corte (MEX)          | 73è                     |
| 124                     | Juan Francisco Rosales (MEX) | 48è                     |
| 125                     | Pablo Alarcón Cares (CHI)    | 124è                    |
| 126                     | Jesús Morales Martínez (MEX) | 128è                    |

| Efapel EFP | Efapel EFP             | Efapel EFP |
| ---------- | ---------------------- | ---------- |
| Núm        | Ciclista               | Pos        |
| 131        | Joni Brandão (POR)     | 103è       |
| 132        | António Carvalho (POR) | NP-5       |
| 133        | César Fonte (POR)      | 65è        |
| 134        | Rafael Silva (POR)     | 97è        |
| 135        | Nicolás Sáenz (COL)    | 38è        |
| 136        | Gerard Armillas (ESP)  | 82è        |

| Team Illuminate ILU | Team Illuminate ILU          | Team Illuminate ILU |
| ------------------- | ---------------------------- | ------------------- |
| Núm                 | Ciclista                     | Pos                 |
| 141                 | Rodolfo Torres Agudelo (COL) | 39è                 |
| 142                 | Félix Barón (COL)            | 55è                 |
| 143                 | Kristian Yustre (COL)        | 68è                 |
| 144                 | Camilo Castiblanco (COL)     | 69è                 |
| 145                 | Cameron Piper (USA)          | 117è                |
| 146                 | Matthieu Jeannes (FRA)       | 47è                 |

| Amore & Vita-Prodir AMO | Amore & Vita-Prodir AMO   | Amore & Vita-Prodir AMO |
| ----------------------- | ------------------------- | ----------------------- |
| Núm                     | Ciclista                  | Pos                     |
| 151                     | Davide Appollonio (ITA)   | DQ-2                    |
| 152                     | Viesturs Lukševics (LAT)  | 54è                     |
| 153                     | Māris Bogdanovičs (LAT)   | 110è                    |
| 154                     | Riccardo Marchesini (ITA) | 104è                    |
| 155                     | Antonio Zullo (ITA)       | DNF-3                   |

| Medellín MED | Medellín MED                  | Medellín MED |
| ------------ | ----------------------------- | ------------ |
| Núm          | Ciclista                      | Pos          |
| 161          | Óscar Sevilla Rivera (ESP)    | 16è          |
| 162          | Fabio Duarte Arévalo (COL)    | 63è          |
| 163          | Robinson Chalapud Gómez (COL) | 51è          |
| 164          | Róbigzon Oyola Oyola (COL)    | 70è          |
| 165          | Brayan Sánchez (COL)          | 53è          |
| 166          | José Tito Hernández (COL)     | 37è          |

| Colombia Tierra de Atletas-GW Bicicletas CTA | Colombia Tierra de Atletas-GW Bicicletas CTA | Colombia Tierra de Atletas-GW Bicicletas CTA |
| -------------------------------------------- | -------------------------------------------- | -------------------------------------------- |
| Núm                                          | Ciclista                                     | Pos                                          |
| 171                                          | John Darwin Atapuma Hurtado (COL)            | 45è                                          |
| 172                                          | Hernán Aguirre Calpa (COL)                   | 8è                                           |
| 173                                          | Diego Camargo Pineda (COL)                   | 11è                                          |
| 174                                          | David Peña (COL)                             | 25è                                          |
| 175                                          | Omar Mendoza Cardona (COL)                   | 61è                                          |
| 176                                          | Óscar Quiroz Ayala (COL)                     | 90è                                          |

| EPM-Scott EPM | EPM-Scott EPM                  | EPM-Scott EPM |
| ------------- | ------------------------------ | ------------- |
| Núm           | Ciclista                       | Pos           |
| 181           | Alexander Gil (COL)            | 14è           |
| 182           | Aldemar Reyes Ortega (COL)     | 15è           |
| 183           | Juan Pablo Suárez Suárez (COL) | 78è           |
| 184           | Germán Chaves (COL)            | 23è           |
| 185           | Freddy Montaña Cadena (COL)    | 6è            |
| 186           | Diego Ochoa Camargo (COL)      | 28è           |

| Equipo Continental Orgullo Paisa EOP | Equipo Continental Orgullo Paisa EOP | Equipo Continental Orgullo Paisa EOP |
| ------------------------------------ | ------------------------------------ | ------------------------------------ |
| Núm                                  | Ciclista                             | Pos                                  |
| 191                                  | Danny Osorio (COL)                   | 31è                                  |
| 192                                  | Frank Osorio (COL)                   | 56è                                  |
| 193                                  | Johan Colón (COL)                    | 101è                                 |
| 194                                  | Edison Muñoz (COL)                   | 93è                                  |
| 195                                  | Sebastián Castaño (COL)              | 94è                                  |
| 196                                  | Didier Chaparro (COL)                | 22è                                  |

| Equipo Continental Supergiros ECS | Equipo Continental Supergiros ECS | Equipo Continental Supergiros ECS |
| --------------------------------- | --------------------------------- | --------------------------------- |
| Núm                               | Ciclista                          | Pos                               |
| 201                               | Walter Pedraza Morales (COL)      | 21è                               |
| 202                               | Edwin Carvajal (COL)              | 71è                               |
| 203                               | Bernardo Suaza (COL)              | 50è                               |
| 204                               | Bryan Gómez (COL)                 | DNF-3                             |
| 205                               | Rubén Acosta (COL)                | 36è                               |
| 206                               | Jordan Tabares (COL)              | 60è                               |

| Bardiani CSF Faizanè BCF | Bardiani CSF Faizanè BCF  | Bardiani CSF Faizanè BCF |
| ------------------------ | ------------------------- | ------------------------ |
| Núm                      | Ciclista                  | Pos                      |
| 211                      | Marco Benfatto (ITA)      | DNF-4                    |
| 212                      | Nicolas Dalla Valle (ITA) | NP-5                     |
| 213                      | Iuri Filosi (ITA)         | 83è                      |
| 214                      | Mirco Maestri (ITA)       | 81è                      |
| 215                      | Alessandro Tonelli (ITA)  | 100è                     |
| 216                      | Filippo Zaccanti (ITA)    | DNF-6                    |

| Colòmbia COL | Colòmbia COL              | Colòmbia COL |
| ------------ | ------------------------- | ------------ |
| Núm          | Ciclista                  | Pos          |
| 221          | Esteban Chaves Rubio      | 7è           |
| 222          | Santiago Buitrago Sánchez | 49è          |
| 223          | Yecid Sierra              | 75è          |
| 224          | Heiner Parra Bustamente   | 27è          |
| 225          | Brayan Chaves             | 85è          |
| 226          | Julián Molano             | 98è          |

| Brasil BRA | Brasil BRA                 | Brasil BRA |
| ---------- | -------------------------- | ---------- |
| Núm        | Ciclista                   | Pos        |
| 231        | Vitor Zucco Schizzi        | DNF-4      |
| 232        | Alessandro Guimarães       | DNF-5      |
| 233        | Vinicius Rangel Costa      | DNF-3      |
| 234        | Lauro Chaman               | DNF-5      |
| 235        | Marcos Nascimento Da Matta | 130è       |
| 236        | Renan Ladewig Quadri       | DNF-3      |

| Rússia RUS | Rússia RUS           | Rússia RUS |
| ---------- | -------------------- | ---------- |
| Núm        | Ciclista             | Pos        |
| 241        | Gleb Syrica          | DNF-3      |
| 242        | Nikita Bersenev      | DNF-4      |
| 243        | Aleksandr Smirnov    | 125è       |
| 244        | Dmitry Mukhomediarov | 126è       |
| 245        | Lev Gonov            | 118è       |
| 246        | Ivan Smirnov         | 112è       |

| Equador ECU | Equador ECU            | Equador ECU |
| ----------- | ---------------------- | ----------- |
| Núm         | Ciclista               | Pos         |
| 251         | Jorge Luis Montenegro  | 62è         |
| 252         | Segundo Navarrete      | 89è         |
| 253         | Richard Huera          | 20è         |
| 254         | Byron Guamá de la Cruz | 33è         |
| 255         | Santiago Montenegro    | 26è         |
| 256         | Harold Martín López    | 32è         |

| Veneçuela VEN | Veneçuela VEN                | Veneçuela VEN |
| ------------- | ---------------------------- | ------------- |
| Núm           | Ciclista                     | Pos           |
| 261           | José Alarcón                 | 34è           |
| 262           | Roniel Campos                | 57è           |
| 263           | Leonel Quintero              | DNF-5         |
| 264           | Anderson Paredes             | 107è          |
| 265           | Jonathan Salinas Duque       | 76è           |
| 266           | José Humberto Rujano Guillén | 42è           |

| Team Ineos INS | Team Ineos INS                   | Team Ineos INS |
| -------------- | -------------------------------- | -------------- |
| Núm            | Ciclista                         | Pos            |
| 1              | Egan Bernal Gómez (COL)          | 4t             |
| 2              | Richard Carapaz Montenegro (ECU) | 30è            |
| 3              | Sebastián Henao Gómez (COL)      | NP-6           |
| 4              | Jhonatan Narváez Prado (ECU)     | 59è            |
| 5              | Brandon Rivera (COL)             | 44è            |
| 6              | Leonardo Basso (ITA)             | DNF-3          |

| UAE Team Emirates UAD | UAE Team Emirates UAD                 | UAE Team Emirates UAD |
| --------------------- | ------------------------------------- | --------------------- |
| Núm                   | Ciclista                              | Pos                   |
| 11                    | Andrés Camilo Ardila (COL)            | 17è                   |
| 12                    | Fabio Aru (ITA)                       | 12è                   |
| 13                    | Sergio Henao Montoya (COL)            | 10è                   |
| 14                    | Sebastián Molano Benavides (COL)      | 87è                   |
| 15                    | Cristian Camilo Muñoz (COL)           | 18è                   |
| 16                    | Maximiliano Richeze Araquistain (ARG) | NP-6                  |

| Deceuninck-Quick Step DQT | Deceuninck-Quick Step DQT   | Deceuninck-Quick Step DQT |
| ------------------------- | --------------------------- | ------------------------- |
| Núm                       | Ciclista                    | Pos                       |
| 21                        | Julian Alaphilippe (FRA)    | 72è                       |
| 22                        | Álvaro Hodeg Chagui (COL)   | 114è                      |
| 23                        | Mikkel Frølich Honoré (DEN) | 113è                      |
| 24                        | Bob Jungels (LUX)           | 66è                       |
| 25                        | Jannik Steimle (GER)        | 111è                      |
| 26                        | Bert Van Lerberghe (BEL)    | 109è                      |

| Movistar Team MOV | Movistar Team MOV               | Movistar Team MOV |
| ----------------- | ------------------------------- | ----------------- |
| Núm               | Ciclista                        | Pos               |
| 31                | Juan Diego Alba (COL)           | 24è               |
| 32                | Carlos Betancur Gómez (COL)     | 92è               |
| 33                | Matteo Jorgenson (USA)          | 95è               |
| 34                | Einer Rubio (COL)               | 77è               |
| 35                | Eduardo Sepúlveda (ARG)         | 64è               |
| 36                | Carlos Verona Quintanilla (ESP) | 84è               |

| EF Pro Cycling EF1 | EF Pro Cycling EF1            | EF Pro Cycling EF1 |
| ------------------ | ----------------------------- | ------------------ |
| Núm                | Ciclista                      | Pos                |
| 41                 | Rigoberto Urán (COL)          | 58è                |
| 42                 | Lawson Craddock (USA)         | 120è               |
| 43                 | Sergio Higuita García (COL)   | 1r                 |
| 44                 | Daniel Martínez Poveda (COL)  | 2n                 |
| 45                 | Jonathan Caicedo Cepeda (ECU) | 3r                 |
| 46                 | Tejay van Garderen (USA)      | 106è               |

| Israel Start-Up Nation ISN | Israel Start-Up Nation ISN | Israel Start-Up Nation ISN |
| -------------------------- | -------------------------- | -------------------------- |
| Núm                        | Ciclista                   | Pos                        |
| 51                         | Edwin Ávila Vanegas (COL)  | 29è                        |
| 52                         | Matteo Badilatti (SUI)     | 13è                        |
| 53                         | Itamar Einhorn (ISR)       | DNF-5                      |
| 54                         | Travis McCabe (USA)        | 99è                        |
| 55                         | Patrick Schelling (SUI)    | 40è                        |
| 56                         | Daniel Turek (CZE)         | 79è                        |

| Androni Giocattoli-Sidermec ANS | Androni Giocattoli-Sidermec ANS  | Androni Giocattoli-Sidermec ANS |
| ------------------------------- | -------------------------------- | ------------------------------- |
| Núm                             | Ciclista                         | Pos                             |
| 61                              | Miguel Flórez López (COL)        | 5è                              |
| 62                              | Daniel Muñoz (COL)               | 43è                             |
| 63                              | Simon Pellaud (SUI)              | 80è                             |
| 64                              | Jhonatan Restrepo Valencia (COL) | 67è                             |
| 65                              | Josip Rumac (CRO)                | FC-6                            |
| 66                              | Matteo Spreafico (ITA)           | 86è                             |

| Vini Zabù-KTM THR | Vini Zabù-KTM THR       | Vini Zabù-KTM THR |
| ----------------- | ----------------------- | ----------------- |
| Núm               | Ciclista                | Pos               |
| 71                | Etienne van Empel (NED) | 115è              |
| 72                | James Mitri (NZL)       | 131è              |
| 73                | Roberto González (PAN)  | 108è              |
| 74                | Matteo De Bonis (ITA)   | 127è              |
| 75                | Veljko Stojnić (SRB)    | 116è              |
| 76                | Umberto Marengo (ITA)   | 105è              |

| Team Novo Nordisk TNN | Team Novo Nordisk TNN   | Team Novo Nordisk TNN |
| --------------------- | ----------------------- | --------------------- |
| Núm                   | Ciclista                | Pos                   |
| 81                    | Oliver Behringer (SUI)  | 129è                  |
| 82                    | Sam Brand (GBR)         | 119è                  |
| 83                    | Joonas Henttala (FIN)   | 122è                  |
| 84                    | David Lozano Riba (ESP) | 123è                  |
| 85                    | Andrea Peron (ITA)      | NP-1                  |
| 86                    | Ulugbek Saidov (UZB)    | FC-3                  |

| Uno-X Norwegian Development UXT | Uno-X Norwegian Development UXT | Uno-X Norwegian Development UXT |
| ------------------------------- | ------------------------------- | ------------------------------- |
| Núm                             | Ciclista                        | Pos                             |
| 91                              | Torstein Træen (NOR)            | 9è                              |
| 92                              | Jonas Abrahamsen (NOR)          | 121è                            |
| 93                              | Lars Saugstad (NOR)             | 88è                             |
| 94                              | Martin Bugge Urianstad (NOR)    | DNF-3                           |
| 95                              | Idar Andersen (NOR)             | 41è                             |
| 96                              | Jonas Iversby Hvideberg (NOR)   | 91è                             |

| Rally Cycling RLY | Rally Cycling RLY     | Rally Cycling RLY |
| ----------------- | --------------------- | ----------------- |
| Núm               | Ciclista              | Pos               |
| 101               | Rob Britton (CAN)     | NP-3              |
| 102               | Nathan Brown (USA)    | 74è               |
| 103               | Robin Carpenter (USA) | 102è              |
| 104               | Colin Joyce (USA)     | 96è               |
| 105               | Gavin Mannion (USA)   | 19è               |
| 106               | Kyle Murphy (USA)     | 35è               |

| Agrupación Virgen de Fátima-SaddleDrunk AVF | Agrupación Virgen de Fátima-SaddleDrunk AVF | Agrupación Virgen de Fátima-SaddleDrunk AVF |
| ------------------------------------------- | ------------------------------------------- | ------------------------------------------- |
| Núm                                         | Ciclista                                    | Pos                                         |
| 111                                         | Santiago Sánchez (ARG)                      | DNF-3                                       |
| 112                                         | Nicolás Naranjo (ARG)                       | DNF-3                                       |
| 113                                         | Leandro Velardez (ARG)                      | DNF-3                                       |
| 114                                         | Daniel Juárez (ARG)                         | FC-6                                        |
| 115                                         | Gabriel Juárez (ARG)                        | DNF-3                                       |
| 116                                         | Carlos Alberto Soto (ARG)                   | DNF-3                                       |

| Canel's Pro Cycling CAS | Canel's Pro Cycling CAS      | Canel's Pro Cycling CAS |
| ----------------------- | ---------------------------- | ----------------------- |
| Núm                     | Ciclista                     | Pos                     |
| 121                     | Efrén Santos (MEX)           | 46è                     |
| 122                     | Santiago Ordóñez (COL)       | 52è                     |
| 123                     | Eduardo Corte (MEX)          | 73è                     |
| 124                     | Juan Francisco Rosales (MEX) | 48è                     |
| 125                     | Pablo Alarcón Cares (CHI)    | 124è                    |
| 126                     | Jesús Morales Martínez (MEX) | 128è                    |

| Efapel EFP | Efapel EFP             | Efapel EFP |
| ---------- | ---------------------- | ---------- |
| Núm        | Ciclista               | Pos        |
| 131        | Joni Brandão (POR)     | 103è       |
| 132        | António Carvalho (POR) | NP-5       |
| 133        | César Fonte (POR)      | 65è        |
| 134        | Rafael Silva (POR)     | 97è        |
| 135        | Nicolás Sáenz (COL)    | 38è        |
| 136        | Gerard Armillas (ESP)  | 82è        |

| Team Illuminate ILU | Team Illuminate ILU          | Team Illuminate ILU |
| ------------------- | ---------------------------- | ------------------- |
| Núm                 | Ciclista                     | Pos                 |
| 141                 | Rodolfo Torres Agudelo (COL) | 39è                 |
| 142                 | Félix Barón (COL)            | 55è                 |
| 143                 | Kristian Yustre (COL)        | 68è                 |
| 144                 | Camilo Castiblanco (COL)     | 69è                 |
| 145                 | Cameron Piper (USA)          | 117è                |
| 146                 | Matthieu Jeannes (FRA)       | 47è                 |

| Amore & Vita-Prodir AMO | Amore & Vita-Prodir AMO   | Amore & Vita-Prodir AMO |
| ----------------------- | ------------------------- | ----------------------- |
| Núm                     | Ciclista                  | Pos                     |
| 151                     | Davide Appollonio (ITA)   | DQ-2                    |
| 152                     | Viesturs Lukševics (LAT)  | 54è                     |
| 153                     | Māris Bogdanovičs (LAT)   | 110è                    |
| 154                     | Riccardo Marchesini (ITA) | 104è                    |
| 155                     | Antonio Zullo (ITA)       | DNF-3                   |

| Medellín MED | Medellín MED                  | Medellín MED |
| ------------ | ----------------------------- | ------------ |
| Núm          | Ciclista                      | Pos          |
| 161          | Óscar Sevilla Rivera (ESP)    | 16è          |
| 162          | Fabio Duarte Arévalo (COL)    | 63è          |
| 163          | Robinson Chalapud Gómez (COL) | 51è          |
| 164          | Róbigzon Oyola Oyola (COL)    | 70è          |
| 165          | Brayan Sánchez (COL)          | 53è          |
| 166          | José Tito Hernández (COL)     | 37è          |

| Colombia Tierra de Atletas-GW Bicicletas CTA | Colombia Tierra de Atletas-GW Bicicletas CTA | Colombia Tierra de Atletas-GW Bicicletas CTA |
| -------------------------------------------- | -------------------------------------------- | -------------------------------------------- |
| Núm                                          | Ciclista                                     | Pos                                          |
| 171                                          | John Darwin Atapuma Hurtado (COL)            | 45è                                          |
| 172                                          | Hernán Aguirre Calpa (COL)                   | 8è                                           |
| 173                                          | Diego Camargo Pineda (COL)                   | 11è                                          |
| 174                                          | David Peña (COL)                             | 25è                                          |
| 175                                          | Omar Mendoza Cardona (COL)                   | 61è                                          |
| 176                                          | Óscar Quiroz Ayala (COL)                     | 90è                                          |

| EPM-Scott EPM | EPM-Scott EPM                  | EPM-Scott EPM |
| ------------- | ------------------------------ | ------------- |
| Núm           | Ciclista                       | Pos           |
| 181           | Alexander Gil (COL)            | 14è           |
| 182           | Aldemar Reyes Ortega (COL)     | 15è           |
| 183           | Juan Pablo Suárez Suárez (COL) | 78è           |
| 184           | Germán Chaves (COL)            | 23è           |
| 185           | Freddy Montaña Cadena (COL)    | 6è            |
| 186           | Diego Ochoa Camargo (COL)      | 28è           |

| Equipo Continental Orgullo Paisa EOP | Equipo Continental Orgullo Paisa EOP | Equipo Continental Orgullo Paisa EOP |
| ------------------------------------ | ------------------------------------ | ------------------------------------ |
| Núm                                  | Ciclista                             | Pos                                  |
| 191                                  | Danny Osorio (COL)                   | 31è                                  |
| 192                                  | Frank Osorio (COL)                   | 56è                                  |
| 193                                  | Johan Colón (COL)                    | 101è                                 |
| 194                                  | Edison Muñoz (COL)                   | 93è                                  |
| 195                                  | Sebastián Castaño (COL)              | 94è                                  |
| 196                                  | Didier Chaparro (COL)                | 22è                                  |

| Equipo Continental Supergiros ECS | Equipo Continental Supergiros ECS | Equipo Continental Supergiros ECS |
| --------------------------------- | --------------------------------- | --------------------------------- |
| Núm                               | Ciclista                          | Pos                               |
| 201                               | Walter Pedraza Morales (COL)      | 21è                               |
| 202                               | Edwin Carvajal (COL)              | 71è                               |
| 203                               | Bernardo Suaza (COL)              | 50è                               |
| 204                               | Bryan Gómez (COL)                 | DNF-3                             |
| 205                               | Rubén Acosta (COL)                | 36è                               |
| 206                               | Jordan Tabares (COL)              | 60è                               |

| Bardiani CSF Faizanè BCF | Bardiani CSF Faizanè BCF  | Bardiani CSF Faizanè BCF |
| ------------------------ | ------------------------- | ------------------------ |
| Núm                      | Ciclista                  | Pos                      |
| 211                      | Marco Benfatto (ITA)      | DNF-4                    |
| 212                      | Nicolas Dalla Valle (ITA) | NP-5                     |
| 213                      | Iuri Filosi (ITA)         | 83è                      |
| 214                      | Mirco Maestri (ITA)       | 81è                      |
| 215                      | Alessandro Tonelli (ITA)  | 100è                     |
| 216                      | Filippo Zaccanti (ITA)    | DNF-6                    |

| Colòmbia COL | Colòmbia COL              | Colòmbia COL |
| ------------ | ------------------------- | ------------ |
| Núm          | Ciclista                  | Pos          |
| 221          | Esteban Chaves Rubio      | 7è           |
| 222          | Santiago Buitrago Sánchez | 49è          |
| 223          | Yecid Sierra              | 75è          |
| 224          | Heiner Parra Bustamente   | 27è          |
| 225          | Brayan Chaves             | 85è          |
| 226          | Julián Molano             | 98è          |

| Brasil BRA | Brasil BRA                 | Brasil BRA |
| ---------- | -------------------------- | ---------- |
| Núm        | Ciclista                   | Pos        |
| 231        | Vitor Zucco Schizzi        | DNF-4      |
| 232        | Alessandro Guimarães       | DNF-5      |
| 233        | Vinicius Rangel Costa      | DNF-3      |
| 234        | Lauro Chaman               | DNF-5      |
| 235        | Marcos Nascimento Da Matta | 130è       |
| 236        | Renan Ladewig Quadri       | DNF-3      |

| Rússia RUS | Rússia RUS           | Rússia RUS |
| ---------- | -------------------- | ---------- |
| Núm        | Ciclista             | Pos        |
| 241        | Gleb Syrica          | DNF-3      |
| 242        | Nikita Bersenev      | DNF-4      |
| 243        | Aleksandr Smirnov    | 125è       |
| 244        | Dmitry Mukhomediarov | 126è       |
| 245        | Lev Gonov            | 118è       |
| 246        | Ivan Smirnov         | 112è       |

| Equador ECU | Equador ECU            | Equador ECU |
| ----------- | ---------------------- | ----------- |
| Núm         | Ciclista               | Pos         |
| 251         | Jorge Luis Montenegro  | 62è         |
| 252         | Segundo Navarrete      | 89è         |
| 253         | Richard Huera          | 20è         |
| 254         | Byron Guamá de la Cruz | 33è         |
| 255         | Santiago Montenegro    | 26è         |
| 256         | Harold Martín López    | 32è         |

| Veneçuela VEN | Veneçuela VEN                | Veneçuela VEN |
| ------------- | ---------------------------- | ------------- |
| Núm           | Ciclista                     | Pos           |
| 261           | José Alarcón                 | 34è           |
| 262           | Roniel Campos                | 57è           |
| 263           | Leonel Quintero              | DNF-5         |
| 264           | Anderson Paredes             | 107è          |
| 265           | Jonathan Salinas Duque       | 76è           |
| 266           | José Humberto Rujano Guillén | 42è           |